# Język busoa
Język busoa (a. bosoa) – język austronezyjski używany w prowincji Celebes Południowo-Wschodni w Indonezji. Według danych szacunkowych z 2020 roku posługuje się nim nie więcej niż 800–900 osób.
Jest używany we wsiach Busoa i Lakambau (miejscowa nazwa: La’ambau) (kecamatan Batauga, kabupaten Buton Selatan). Historyczna ojczyzna grupy etnicznej Busoa to obszar ok. 7 km na wschód od dzisiejszej miejscowości Busoa.
Nie zarejestrowano znaczących różnic dialektalnych. Doniesienia sugerują, że odmiana z obszaru administracyjnego Wuragana (lingkungan Wuragana) wyróżnia się niewielkimi różnicami w zakresie cech wymowy i leksyki. Busoa jest blisko spokrewniony z językiem muna. W podobnej lokalizacji geograficznej miał być niegdyś używany pokrewny język batauga, który całkowicie wyszedł z użycia. Odnotowano także odmianę kambe-kambero, która mogłaby zostać bliżej powiązana z busoa; niemniej R. van den Berg (1991) uznał ją za część kompleksu językowego kaimbulawa, sugerując się analizą wspólnych innowacji.
W leksyce busoa zidentyfikowano zapożyczenia z różnych źródeł, takich jak wolio i malajski/indonezyjski. Malajski pośredniczył w zapożyczaniu wyrazów z sanskrytu, arabskiego, portugalskiego i nidelandzkiego.
Powszechna jest wielojęzyczność. W użyciu są języki wolio (historyczna lingua franca) i indonezyjski, a w pewnym zakresie także lokalne języki cia-cia i muna. Zaobserwowano spadek użycia busoa na korzyść języka narodowego, który staje się preferowanym środkiem komunikacji. Sprzyja temu szereg czynników, w tym powszechny dostęp do edukacji, zróżnicowane środowisko etniczne, migracje ludności i zawieranie małżeństw mieszanych. Indonezyjski jest wykorzystywany nie tylko w oświacie i administracji, ale także w kontaktach rodzinnych. Społeczność ma obojętny stosunek do swojego języka.
Istnienie tego języka odnotowano w latach 80. XX w. Nie wykształcił piśmiennictwa. Od 1993 r. badaniem i dokumentacją busoa zajmował się René van den Berg. Powstał skrótowy słownik (2011). W 2020 r. ukazał się opis jego gramatyki i słownictwa, w którym zawarto też pewne teksty (przede wszystkim baśnie ludowe) .